# 人間関係の教育
人間関係の教育（にんげんかんけいのきょういく）あるいはリレーションシップ・エデュケーション（英：Relationship Education）とは、アメリカ合衆国で行われている人間関係に関する教育プログラムのこと。

## 歴史
1970年代の終わりごろに、いくつかのグループの専門職の人々によってこのプログラムに関する組織は作られた。彼らは、伝統的な結婚セラピーが、高くなった離婚率や婚姻外の出生率に対して、ほとんど改善をもたらさないことに関心を持っていた。
夫婦関係や家族関係が破綻する割合が増加し、学校からのドロップアウト、収監、薬物依存、失業、その他の、離婚や婚姻外の妊娠に伴う病的現象が観察されて、人間関係の教育が必要であると痛感されたのである。これらの病的現象は、子ども時代に、両方の親がそろった形の育児を受けることができなかった人に、統計的に高頻度に観察されている。
人間関係の教育についての、初期の総合的な講座の一つがPAIRS（親密な人間関係を維持する技術の実際的な応用プログラム）である。これは、結婚と家庭のセラピストであるロリ・ヘイマン・ゴードンによるものである。この講座は、1977年にワシントンD.C.のアメリカ大学において、卒業生のための半年間の課程として始められた。PAIRSは、今日では、人間関係のあらゆる段階の独身者やカップルに対して、全国規模で一連の講座を提供している。PAIRSに関するさらに詳しい情報は、オンラインで得られ、訓練された専門家の所在地や、次に開催される講座の日程などが分かる。
同じ頃、いくつかの人間関係教育のプログラムが開始された。スタンレーとマークマンによるPREPプログラムや、バーナード・ガーニーによる人間関係改善プログラムが、それである。
2006年に、アメリカ合衆国厚生省は、子ども家庭部局を通じて、全国100ヶ所以上の地域において、結婚教育課程の有効性を高めるために、複数年にわたる実地プロジェクトに対して資金提供を開始した。このプロジェクトは「健全な結婚の先導Healthy Marriage Initiative」という名で知られている。このプロジェクトは、結婚や家庭を強化する教育や手段を提供することにより、子どもの福祉を改善する目的で行われている。オンラインで詳しい情報が得られる。
人間関係教育の最初の活動計画は、この分野に関係する人々が参加して立案した。心理学者、カウンセラー、ソーシャルワーカー、結婚・家族セラピスト、精神科医、各種宗教の聖職者、政策立案者、この分野の社会科学の研究者、弁護士、裁判官、さらに専門家でない人々も参加した。その目標は、可能な限り広範囲の研究成果を踏まえて、人間関係、特に結婚したカップルや結婚前のカップルの人間関係を、より良く機能させるような結婚教育課程の技法を確立させることであった。
人間関係教育と結婚教育の2つの活動は、「アメリカ結婚・家族セラピスト協会」（American Association for Marriage and Family Therapy）の前会長ダイアン・ソレーが資金提供し指揮した「結婚・家族・カップル教育のための連合」による保護の下で、共に発展した。彼らの最初の全国カンファレンス「聡明な結婚 Smart Marriages」は、1997年に、ワシントンD.C.の彼らの事務所近くで開催された。「聡明な結婚」の毎年のカンファレンスには、全米50州と数十の外国からの参加があり、約2500人が参加している。
カンファレンスの参加者が共通して認識しているのは、「結婚から得られる利益を理解し、結婚に期待できることを理解した上で、人間関係の技法を習得することは、結婚率を増やし離婚率を減らすだけでなく、他の社会的な利益をもたらす」ということである。Smart Marriagesのサイトでは、結婚教育の分野の有益な情報と共に、地域や国の教育プログラムについての情報を提供している。人間関係の技法を教える方法やプログラムは改善され、いろいろな人や状況に応じて修正されている。この「連合」に参加しながら教育を実際に行っている人の大半が感じていることは、精神疾患の分類表DSM-IV が必要でない個人やカップルにおいては、こうした人間関係の教育は、ただちに直接に人間関係の改善をもたらすということである。
この「連合」において、初期から活動しているのは、デンバー大学のHoward Markman と Scott Stanley 、ミネソタ大学のBill Doherty、シカゴ大学のLinda Waite、国家結婚プロジェクトのDavid Popenoe と Barbara Dafoe Whitehead、生活の革新のDavid Olson、PAIRS基金のLori Gordon、ICPのSherod Miller、ガバナーズ州立大学のJon Carlson、ワシントン大学のジョン・ゴットマン(John Gottman) らである。
また、結婚と結婚教育に関する、アメリカ合衆国の卓越した研究者であるジェフリー・ラルソン(Jeffry H. Larson)は、最初の論文の中で、結婚前に行う質問表3つ（FoccusとPrepareとRelate）を評論している。

## 基本的な原理
- 全ての男性と女性は、相手へのより良い付き合い方を学ぶことができる。
- 全ての男性と女性は、互いの差異にうまく対処する良い方法を学ぶことができる。あらゆる人間関係には多くの不一致が付きものだが、それを認めてうまく対処するための方法を学ぶことができる。
- 相手の不足を上手に補い合う仕方を学ぶ方が、完全に適合する理想的な関係になるように絶え間なく努力するよりも、ずっと深い満足を得ることができる。
- 楽しい応対を優しく頻回に行うことや、人生に付きまとう辛いことに対して前向きな説明を行うことは、感情の負の連鎖を避けるうえで大きな価値がある。これに対して、相手を責めるような説明は、本来不要な深刻な害を引き起こす。
- うまく行くカップルと失敗するカップルには、異なる点がある。絶え間ない紛争に発展させることなく、互いの差異を容認するような環境をつくることができるかどうかが、鍵となる違いである。これは学ぶことができる。
- トラブルのある状況では、単にコミュニケーションの分量を増やすだけでは解決にならない。相互に、相手が好むことを知って、相手の考え方を理解すること、それにより相手に対する関心を示し、相手が重要な存在であると認めて尊敬を示すことは、欠くことのできない重要なことである。言葉の数が増えることがゴールではなく、関係を樹立することがゴールである。
- 困難な時に相手を責めることは、たいてい誤りである。他の多くのカップルも、あなたと同じ戦いに直面するが、この事実を認めて友好的に解決するように努めた者は、愛情深い関係を続けているのである。幸福なカップルは、互いの差異を認めて、戦いを避けて愛情を増すような方法を選択しているのである。
- 相手からの影響を友好的に受け入れて、自分の影響を優しく上品に提供することには、大きな意義がある。
- 肯定的コメントが否定的コメントを圧倒的に上回るように、前者が10で、後者が1以下の比率を保たなければならない。否定的な反応や激怒は、長く記憶に残るものである。
- 緊迫した時に、紛争に発展しかねない会話を始めるには、おだやかな話し方が不可欠である。時間をあけて、頭を冷やした後で話を再開することは意義がある。
- 常に相手を癒すような口調や手段を用いよ。憤懣の根拠を作るな。相手のミスを見つけても、人間的な弱点や誤りを許せ。自分が愛情に満ちた家庭を作ろうと不断に努力していることを忘れるな。
- 自分が悪いとして多少のやましさを感じることは、学ぼうとする動機になり、今後の方向性が得られて、役に立つことがある。しかし、相手の人格、目標、性格に対して欠点を見つけ出して侮辱することは、非常に破壊的である。
- 解決が困難な場合には、できるだけ早く困難であることに気がついて、その問題を扱うのに最も適した時が来るのを待つことが重要である。対策が必要なのは、ごく一部の事項である。時間が経過すれば、不滅の愛を育てようと積極的に努力する環境下では、大半のつまらない喧嘩は時間の経過により重要さを失い自然に消滅するのである。
- 全てのカップルは、楽しい活動を一緒にすることで利益を受ける。小さい子どもを育てている時には、特別の努力を必要とするが、それは子どもが成長すれば自動的に容易になるというわけでもない。
- 全てのカップルは、少なからぬ数の一生続く対立や意見の不一致を抱えている。成功するカップルでは、それを棚上げにして、互いの差異を容認し、喜びや幸福を見つけ、意見の一致する領域に愛情を育て、相手に深くポジティブに関与し、互いの関係を意欲的に育てるのである。
- 一緒に楽しい活動をする上で、機嫌の悪さを抑えることを習得していない人がいると、困難さが増す。自分で機嫌の悪さを抑えることもできるのだ。
- 一緒にレクリエーションをすることは、奨励される必要がある。それは、熱心に行われる必要がある。
- 多くの女性は、精神的に快適になるように対応されると嬉しく思う。男性は、必ずしもそうではない。
- ほとんどの男性は、自分の努力や貢献が認められることを嬉しく思う。多くの男性は、自分の劣った能力や技術や収入や地位について指摘されることを好まない。
- 日常生活の厄介なことに機嫌が悪いことに対して、暖かさを選ぶことは常に意義がある。
- 悪い習慣を持っていることに気がついて、可能な限りそれを止めることは、今すぐできることである。多くの研究者は、悪い習慣を止めることに女性が強い関心を示していると述べている。
- 多くの良い習慣があること認めて、それを可能な限り多く身に付け、繰り返し行うことは、今できることである。
- 人間関係がうまくいかない人に対して精神的疾患の診断を下すことはよく行われることであるが、それは医原性のものである可能性が高い[7]。
- 習得すべきロマンチックな考えや習慣が多くある。それらを求めず、学ばず、実行しないのは、人生の最も大きい楽しみや喜びを失うことである。
- 新しい知識、新しい方法、新しい事実を書き留めて、練習し、習得したように振舞うことは、大きな意義がある。それは自転車の乗り方やパンの焼き方など、新しいことを学ぶ時には共通した決まった方法である。そしてそれは、全力で良い配偶者になることを学ぶ時にも役に立つ方法である。
- 相手が何を求め、何を望み、何を認め、何を楽しむかを知ることは、必要不可欠なことである。あなたの配偶者にとっては重要なことであっても、あなたにとっては重要でないこともあることを理解しなければならない。配偶者が好むことを実現するよう、あなたは全力で努力しなければならない。配偶者が日常生活の中で何を望むかを充分に理解すれば、自分との違いにあなたは驚くであろう。
- 事態が決定的に悪化する前に、関係を修復する仕組みがあることを知って、備えて、それを常に使用しなければならない。関係を修復するには、おだやかな話し方により、とげのある言葉を使わないことが必要である。始めのうち事態の好転が期待できないのであれば、しばらく小休止として、重要な原理を復習した後で、再び愛の修復の試みを行う必要がある。[8]
- 青少年にこうした原理に触れさせることは、大多数の社会や宗教において、有意義なことである。